# 콘스탄틴 패츠
콘스탄틴 패츠(에스토니아어: Konstantin Päts, 1874년 2월 23일 ~ 1956년 1월 18일)는 에스토니아의 초대 대통령으로, 독재자로도 유명하다. 그는 에스토니아 역사에 있어서는 영향력이 큰 사람이었다.

## 일생
콘스탄틴 패츠는 1874년 2월 23일 당시 러시아 제국의 소속 하에 있던 에스토니아의 타흐쿠라나 근처에서 태어났다. 그 지방의 일화에 따르면 어머니가 의사에게 제때 도착하지 못하여 길가의 헛간에서 태어났다고 한다..
그의 아버지인 야콥 패츠는 하임탈리에서 활동하던 건축가였으나, 상류 계층과 싸웠다는 이유만으로 추방되었다. 어머니인 올가 투마노바는 에스토니아인과 러시아인의 혼혈인이었고 부유한 러시아 가문에서 성장했는데, 이런 이유로 아버지 야콥은 종교를 루터교에서 동방정교로 개종하게 되었고, 모든 자녀가 엄격한 정교적 전통 하에 성장하였다.
콘스탄틴 패츠는 고향인 타흐쿠라나의 정교 교구학교에서 첫 교육을 받았다. 이듬해 그의 가족은 파르누 근처에 있는 래퀼라로 이주했다. 후에 라트비아 리가에서 성직자 교육을 받았지만, 성직자가 되지 않기로 하고 고등학교를 중퇴했다.
패츠는 타르투 대학교에서 법학을 전공했다. 졸업 후 옴스크 제 96 러시아 보병 연대에 복무하여 소위(Ensign)로 승진되었다. 이후에 타르투에서 학자가 되기를 포기하고, 탈린으로 이주하여 정계에 들어갔다.

### 정계에 들어가다
패츠는 식민지 시절 독립 운동을 위해 투쟁하였다. 그런데 그 중 수차례 투옥되었고, 자신의 아내마저 고생 끝에 병으로 죽고 말았다. 독립 후에도 독일 군대의 점령 당시에 투옥되기도 했다. 하지만 정권을 잡은 후에는 모든 것이 달라졌다. 1934년 쿠데타를 일으켰고, 언론과 기타 정당을 탄압하는 등 독재 및 나치즘 형태의 정치를 하였다. 1938년 그는 초대 대통령이 되었다.

### 추방
1939년 소련이 발트3국에 군대를 보냈는데, 이는 발트3국이 독재를 한다는 이유 때문이었다. 그 당시 리투아니아는 안타나스 스메토나에 의한 극우 독재가 이루어졌고, 라트비아는 카를리스 울마니스에 의한 독재가 실시되기도 했다. 1940년 에스토니아는 소련에 점령당하였고, 자신은 바슈키르 자치 소비에트 사회주의 공화국에 있는 어느 감옥에 투옥되었다.

### 죽음
옥중에서도 패츠는 끝까지 저항했다. 그는 소련 당국에 자신의 실정을 쓴 편지들을 자꾸 보냈다. 하지만 이들은 전부 받아들여지지 않았고, 1956년 끝내 죽음을 맞이했다. 1990년 그의 묘는 탈린으로 옮겨졌다.

## 같이 보기
- 에스토니아 독립 전쟁
- 카렐 엔팔루
- 요한 라이도네르
- 안타나스 스메토나
- 카를리스 울마니스